# Campionati del mondo di ciclismo su strada 2016 - Cronometro a squadre femminile
La cronometro a squadre femminile dei Campionati del mondo di ciclismo su strada 2016 fu corsa il 9 ottobre in Qatar, con partenza ed arrivo a Doha su un percorso totale di 40 km. La squadra olandese Boels-Dolmans Cycling Team vinse la gara con il tempo di 48'41"62 alla media di 49,288 km/h.

## Classifica
| Pos. | Squadra                        | Tempo     |
| ---- | ------------------------------ | --------- |
| 1    | Boels-Dolmans Cycling Team     | 48'41"62  |
| 2    | Canyon-SRAM Racing             | a 48"24   |
| 3    | Cervélo-Bigla Pro Cycling Team | a 1'56"47 |
| 4    | BePink                         | a 2'46"03 |
| 5    | Twenty16-Ridebiker             | a 2'46"73 |
| 6    | Hitec Products                 | a 3'23"52 |
| 7    | BTC City Ljubljana             | a 3'43"10 |
| 8    | Rabo-Liv Women Cycling Team    | a 6'03"33 |